# Saint-Hellier
Pour les articles ayant des titres homophones, voir Saint-Hélier pour la capitale de Jersey et Saint-Hélier (Côte-d'Or) pour la commune française de Côte-d'Or.
Saint-Hellier est une commune française située dans le département de la Seine-Maritime en région Normandie.

## Géographie

### Description
Saint-Hellier est un village périurbain du Pays de Bray, situé dans la vallée de la Varenne en bordure de la forêt d'Eawy, à 26 km de Dieppe et du littoral de la Manche, à 33 km au nord de Rouen, à 18 km à l'ouest de Neufchâtel-en-Bray.
Elle est desservie par la RD 154, qui relie Saint-Saëns à Dieppe et est aisément accessible depuis la route nationale 27
La station la plus proche est la  gare d'Auffay située à 7 km et desservie par les trains TER Normandie (relation de Rouen-Rive-Droite à Dieppe).

### Hydrographie
La commune est située dans le bassin Seine-Normandie. Elle est drainée par la Varenne, le canal 01 de la commune de Saint-Hellier, le cours d'eau 01 de la commune de Saint-Rellier, la Varenne, des bras de la Varenne et divers autres petits cours d'eau,.
La Varenne, d'une longueur de 39 km, prend sa source dans la commune de Saint-Martin-Osmonville et se jette  dans l'Arques à Arques-la-Bataille, après avoir traversé 13 communes. Les caractéristiques hydrologiques de la Varenne sont données par la station hydrologique située sur la commune de Torcy-le-Grand. Le débit moyen mensuel est de 2,93 m3/s. Le débit moyen journalier maximum est de 5,27 m3/s, atteint lors de la crue du 4 janvier 2024. Le débit instantané maximal est quant à lui de 6,34 m3/s, atteint le même jour.
Des étangs, appréciés des pêcheurs, complètent le réseau hydrographique.

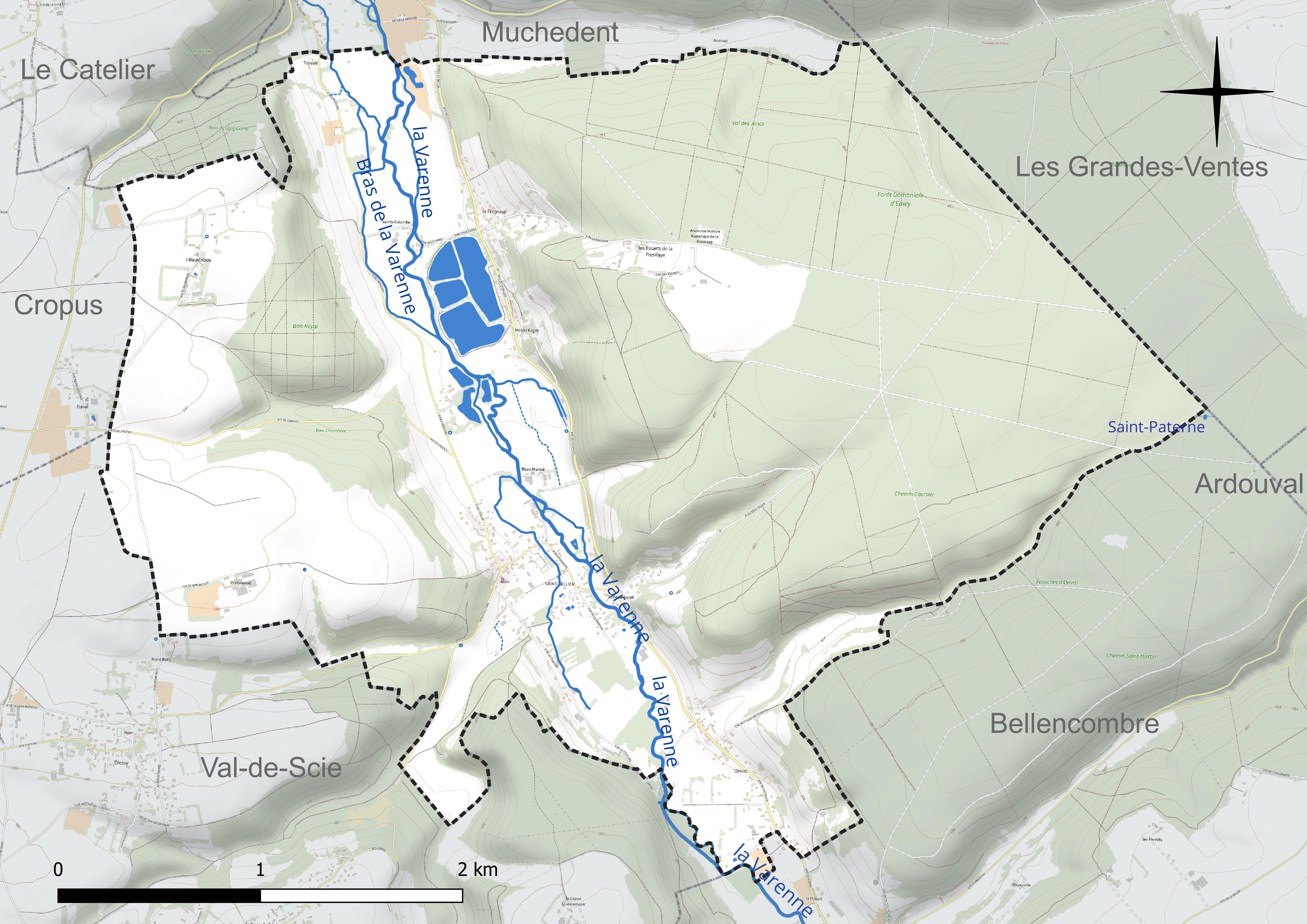
Réseau hydrographique de Saint-Hellier.

### Climat
Pour des articles plus généraux, voir Climat de la Normandie et Climat de la Seine-Maritime.
En 2010, le climat de la commune est de type climat océanique altéré, selon une étude du CNRS s'appuyant sur une série de données couvrant la période 1971-2000. En 2020, Météo-France publie une typologie des climats de la France métropolitaine dans laquelle la commune est exposée à un climat océanique et est dans la région climatique Côtes de la Manche orientale, caractérisée par un faible ensoleillement (1 550 h/an) ; forte humidité de l’air (plus de 20 h/jour avec humidité relative > 80 % en hiver), vents forts fréquents. Parallèlement le GIEC normand, un groupe régional d’experts sur le climat, différencie quant à lui, dans une étude de 2020, trois grands types de climats pour la région Normandie, nuancés à une échelle plus fine par les facteurs géographiques locaux. La commune est, selon ce zonage, exposée à un « climat maritime », correspondant au Pays de Caux, frais, humide et pluvieux, légèrement plus frais que dans le Cotentin.
Pour la période 1971-2000, la température annuelle moyenne est de 10,6 °C, avec une amplitude thermique annuelle de 13,3 °C. Le cumul annuel moyen de précipitations est de 902 mm, avec 13,2 jours de précipitations en janvier et 8,4 jours en juillet. Pour la période 1991-2020, la température moyenne annuelle observée sur la station météorologique la plus proche, située sur la commune de Bouelles à 22 km à vol d'oiseau, est de 10,7 °C et le cumul annuel moyen de précipitations est de 838,4 mm,. Pour l'avenir, les paramètres climatiques de la commune estimés pour 2050 selon différents scénarios d’émission de gaz à effet de serre sont consultables sur un site dédié publié par Météo-France en novembre 2022.

## Urbanisme

### Typologie
Au 1er janvier 2024, Saint-Hellier est catégorisée commune rurale à habitat dispersé, selon la nouvelle grille communale de densité à sept niveaux définie par l'Insee en 2022.
Elle est située hors unité urbaine. Par ailleurs la commune fait partie de l'aire d'attraction de Rouen, dont elle est une commune de la couronne,. Cette aire, qui regroupe 317 communes, est catégorisée dans les aires de 200 000 à moins de 700 000 habitants,.

### Occupation des sols
L'occupation des sols de la commune, telle qu'elle ressort de la base de données européenne d’occupation biophysique des sols Corine Land Cover (CLC), est marquée par l'importance des forêts et milieux semi-naturels (53,7 % en 2018), une proportion sensiblement équivalente à celle de 1990 (53,1 %). La répartition détaillée en 2018 est la suivante : 
forêts (46,9 %), prairies (24,1 %), terres arables (18,5 %), milieux à végétation arbustive et/ou herbacée (6,8 %), zones agricoles hétérogènes (3,8 %). L'évolution de l’occupation des sols de la commune et de ses infrastructures peut être observée sur les différentes représentations cartographiques du territoire : la carte de Cassini (XVIIIe siècle), la carte d'état-major (1820-1866) et les cartes ou photos aériennes de l'IGN pour la période actuelle (1950 à aujourd'hui).

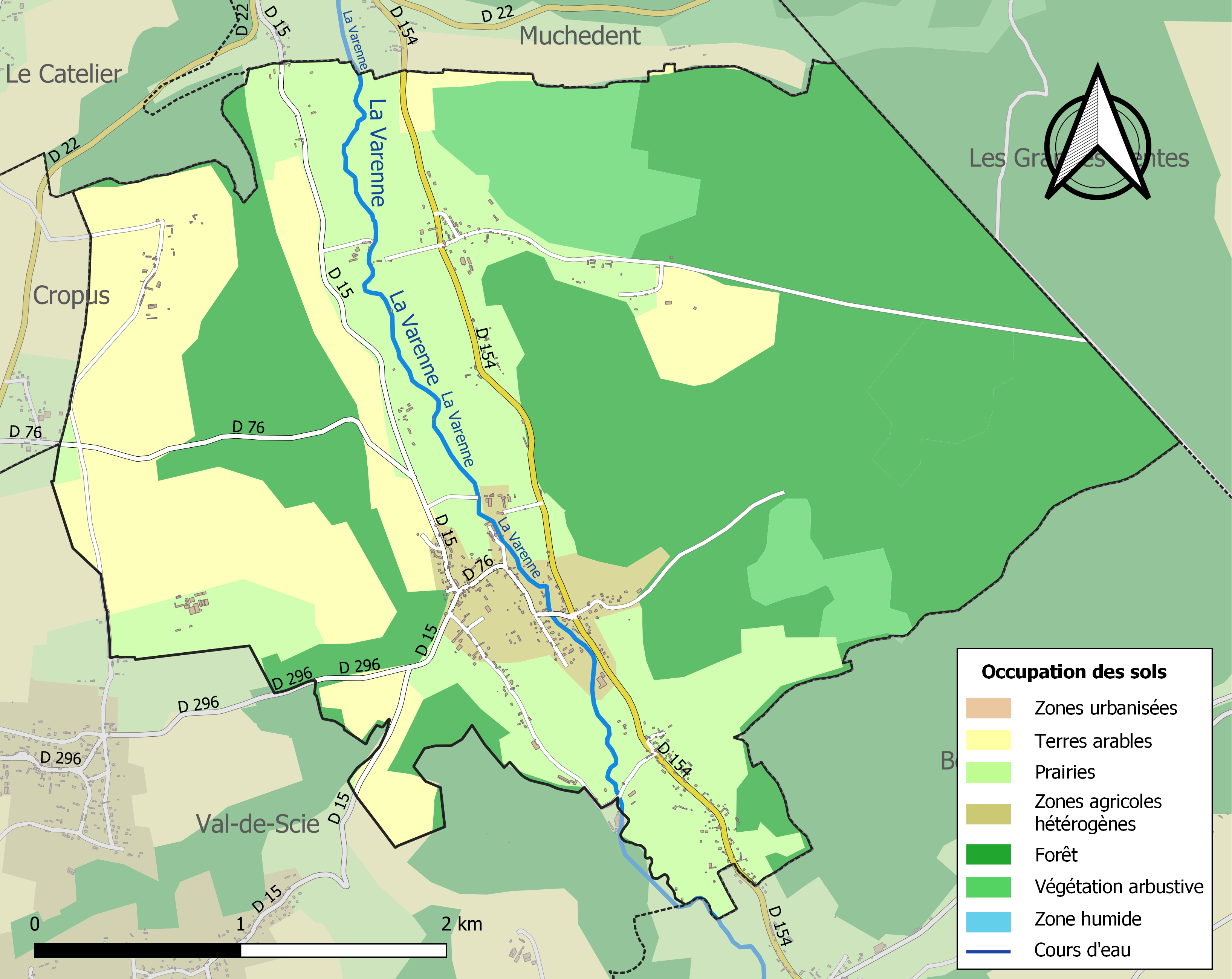
Carte des infrastructures et de l'occupation des sols de la commune en 2018 (CLC).

### Projets
Afin d'augmenter la population de la commune et préserver l’école, faire vivre le tissu associatif , voire créer un commerce, tout en augmentant ses recettes fiscales, la municipalité a été à l'initiative de la création de six logements locatifs par Séminor en 2017, et a créé en 2019 un lotissement pour 11 habitations (dont 6 en location),.

## Toponymie
L'hagiotoponyme de la localité est attesté sous les formes Ecclesia Sancti Helerii et Apud Sanctum Helerium en 1137, de Sancto Helerio en 1260, Sanctus Elerius en 1337, Saint Elier entre 1406 et 1431, Saint Elier jouxte Bellencombre en 1412, Saint Hellier près Bellencombre vers 1586, Saint Hellier en 1715, Saint Hélier en 1757, Saint Hellier en 1953.
La paroisse et son église sont dédiées à Hélier de Jersey.

## Histoire
La commune de Saint-Héllier, instituée par la Révolution française, absorbe en 1813 celles de La Frenaye et d'Orival. Il s'agissait de trois anciennes paroisses, attestées sous leurs formes latinisées au Moyen Âge, de Saint-Hellier (Sancti Helerii cité en 1137, variante de saint Hilaire, évêque de Poitiers), La Fresnay (Fraxineta vers 1240) et d'Orival-sous-Bellencombre (Orival vers 1240).
Elle dépendait de l'abbaye bénédictine de Saint-Victor-la-Fresnaye à Saint-Victor-l'Abbaye et appartenait au prieuré de Saint-Laurent-en-Lyons.

Saint-Hellier au tout début du XXe siècle
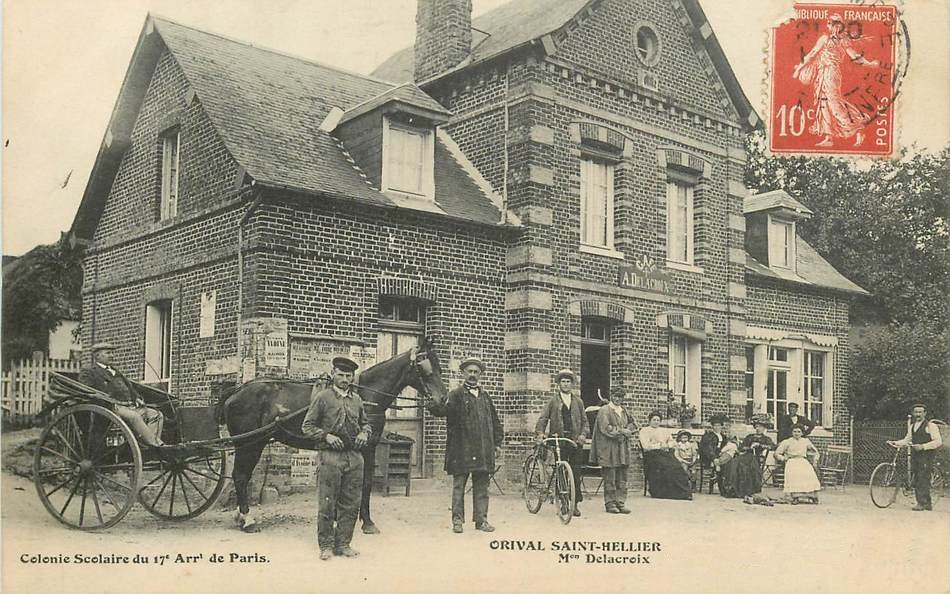
La maison Delacroix à Orival Saint-Hellier
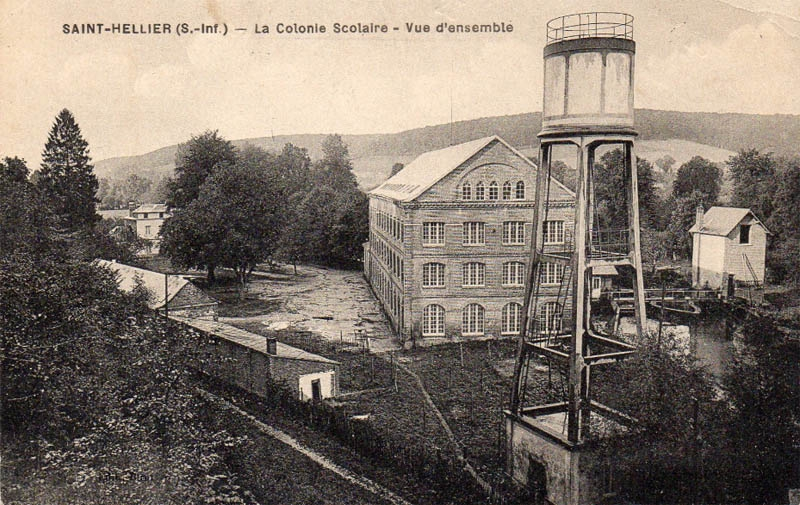
La colonie scolaire
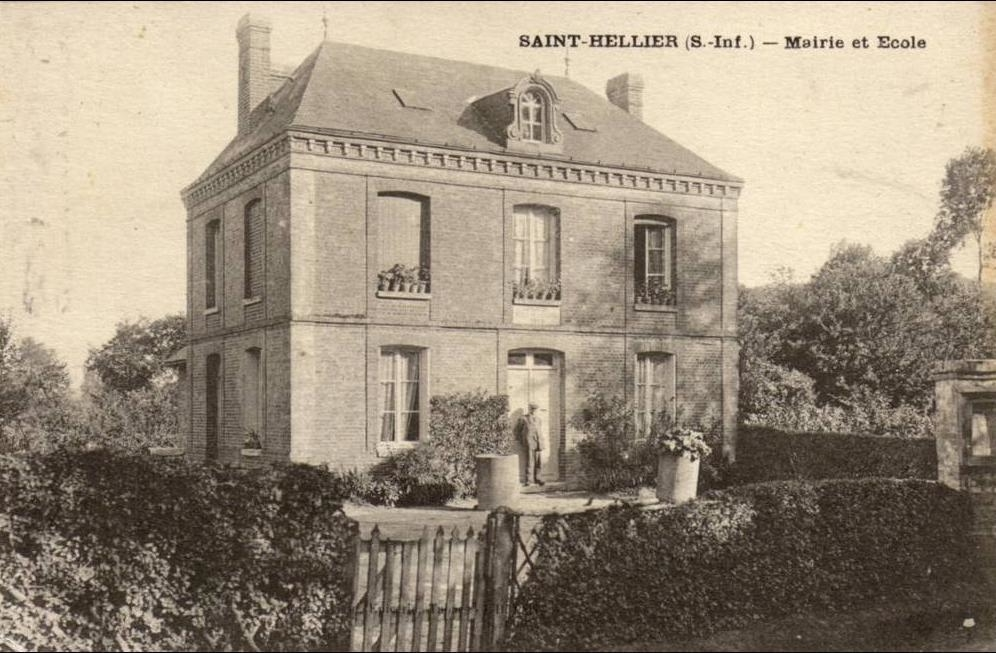
Mairie et école

## Politique et administration

### Rattachements administratifs et électoraux
Rattachements administratifs
La commune se trouve  dans l'arrondissement de Dieppe du département de la Seine-Maritime.
Elle faisait partie depuis 1801 du canton de Bellencombre. Dans le cadre du redécoupage cantonal de 2014 en France, cette circonscription administrative territoriale a disparu, et le canton n'est plus qu'une circonscription électorale.
Rattachements électoraux
Pour les élections départementales, la commune fait partie depuis 2014 du canton de Neufchâtel-en-Bray
Pour l'élection des députés, elle fait partie de la dixième circonscription de la Seine-Maritime.

### Intercommunalité
Saint-Hellier était membre de la communauté de communes du Bosc d'Eawy, un établissement public de coopération intercommunale (EPCI) à fiscalité propre créé en 2002 et auquel la commune avait  transféré un certain nombre de ses compétences, dans les conditions déterminées par le code général des collectivités territoriales.
Dans le cadre de l'approfondissement de la coopération intercommunale prévu par la Loi portant nouvelle organisation territoriale de la République (Loi NOTRe) du 7 août 2015, cette intercommunalité a été disoute et Saint-Hellier a été intégré à la communauté de communes dénommée Communauté Bray-Eawy créée le 1er janvier 2017.

### Liste des maires
| Période                                  | Période                    | Identité         | Étiquette | Qualité |
| ---------------------------------------- | -------------------------- | ---------------- | --------- | --- |
| Les données manquantes sont à compléter. |                            |                  |           | |
| 1933                                     |                            | Sevestre         |           | |
| 1958                                     | 1989                       | Jacques Sevestre |           | Minotier |
| mars 1989                                | 2001                       | Nadine Lagnel    |           | |
| mars 2001                                | En cours (au 7 avril 2021) | Alain Lucas      | SE        | Directeur d'Ehpad (maison de retraite) Vice-président de la CC du Bosc d'Eawy (2014 → 2016) Vice président de la CC Communauté Bray-Eawy (2017 → ) Réélu pour le mandat 2014-2020, |

### Budget et fiscalité locale
La chambre régionale des comptes a contesté en 2016 et 2019 la sincérité des comptes de la commune, estimant irrégulière l'inscription au budget de recettes de cessions de terrains du lotissement et de l'ancienne école des filles, qui ne correspondent pas à des actes signés mais uniquement à des prévisions. De ce fait, le préfet de la Seine-Maritime prévoit d'augmenter en deux ans la fiscalité locale,,.

## Population et société

### Démographie
L'évolution du nombre d'habitants est connue à travers les recensements de la population effectués dans la commune depuis 1793. Pour les communes de moins de 10 000 habitants, une enquête de recensement portant sur toute la population est réalisée tous les cinq ans, les populations de référence des années intermédiaires étant quant à elles estimées par interpolation ou extrapolation. Pour la commune, le premier recensement exhaustif entrant dans le cadre du nouveau dispositif a été réalisé en 2005.

En 2022, la commune comptait 517 habitants, en évolution de +14,89 % par rapport à 2016 (Seine-Maritime : +0,35 %, France hors Mayotte : +2,11 %).
| 1793 | 1800 | 1806 | 1821 | 1831 | 1836 | 1841 | 1846 | 1851 |
| ---- | ---- | ---- | ---- | ---- | ---- | ---- | ---- | ---- |
| 303  | 270  | 291  | 654  | 604  | 614  | 608  | 588  | 602  |

| 1856 | 1861 | 1866 | 1872 | 1876 | 1881 | 1886 | 1891 | 1896 |
| ---- | ---- | ---- | ---- | ---- | ---- | ---- | ---- | ---- |
| 609  | 618  | 639  | 627  | 600  | 546  | 491  | 479  | 481  |

| 1901 | 1906 | 1911 | 1921 | 1926 | 1931 | 1936 | 1946 | 1954 |
| ---- | ---- | ---- | ---- | ---- | ---- | ---- | ---- | ---- |
| 457  | 433  | 432  | 369  | 362  | 392  | 413  | 387  | 384  |

| 1962 | 1968 | 1975 | 1982 | 1990 | 1999 | 2005 | 2006 | 2010 |
| ---- | ---- | ---- | ---- | ---- | ---- | ---- | ---- | ---- |
| 369  | 348  | 334  | 404  | 405  | 419  | 410  | 416  | 435  |

| 2015 | 2020 | 2022 | - | - | - | - | - | - |
| ---- | ---- | ---- | - | - | - | - | - | - |
| 456  | 504  | 517  | - | - | - | - | - | - |

### Enseignement
La commune dispose d'une école municipale rénovée en 2013 et qui, en 2020, accueille 37 élèves de maternelle et de primaire, dont l'existence était menacée par la faiblesse de ses effectifs. La municipalité et les parents d'élèves sont parvenus en 2019 à empêcher sa fermeture et  la création d'un regroupement pédagogique intercommunal avec Auffay,. La municipalité s'efforce également de convaincre les parents de scolariser leurs enfants dans la commune
L'école des filles, inutilisée depuis les années 1990 et datant de 1868, est mise en vente en 2019

### Autres équipements
L'ancien presbytère, propriété de la commune, accueille en 2021 la bibliothèque. Après rénovation et adaptation à la réglementation d'accessibilité, le bâtiment accueillera également vers 2022 la mairie et un centre documentaire.

### Manifestations culturelles et festivités
- Le comité des fêtes de Saint-Hellier organise : 
  - un vide-greniers le 14 juillet de chaque année ;
  - une soirée cochonnaille courant octobre ;
  - la participation au rallye intercommunal des foyers ruraux qui regroupe les communes des alentours le 1er dimanche de septembre.
- L'association Saint-Hellier Initiatives organise depuis 1995 un salon artisanal qui regroupe une trentaine d'exposants. Cette association anime plusieurs sections[41] :
  - gymnastique pour tous
  - Yoga
  - théâtre adultes
  - théâtre enfants

## Culture locale et patrimoine

### Lieux et monuments
- Église Saint-Hellier du XIe siècle.
- Chapelle Saint-Sauveur-de-la-Frenaye de 1788[42].
- Chapelle Saint-Paër à Orival-sous-Bellencombre du XVIIe siècle.
- Fontaine de dévotion Saint-Hellier.
- Garage Méca Rétro Sport 76 d'Aurélien Letheux, mécanicien et co-présentateur de l'émission Occasions à saisir France[43].

## Pour approfondir